# Brachythecium jacuticum
Brachythecium jacuticum là một loài rêu trong họ Brachytheciaceae. Loài này được Ignatov mô tả khoa học đầu tiên năm 2010.